# Selaginella tenuissima
Selaginella tenuissima là một loài dương xỉ trong họ Selaginellaceae. Loài này được Fée mô tả khoa học đầu tiên.